# Micromus posticus
Micromus posticus là một loài côn trùng trong họ Hemerobiidae thuộc bộ Neuroptera. Loài này được Walker miêu tả năm 1853.